# Ebroparty
Ebroparty es una LAN party que se celebra en la localidad burgalesa de Miranda de Ebro (España). Las actividades más comunes son las partidas a videojuegos multijugador, el intercambio de todo tipo de datos, modding, charlas, stands de venta de productos informáticos y el intercambio de conocimientos en diversos campos temáticos relacionados en su mayoría con la informática.

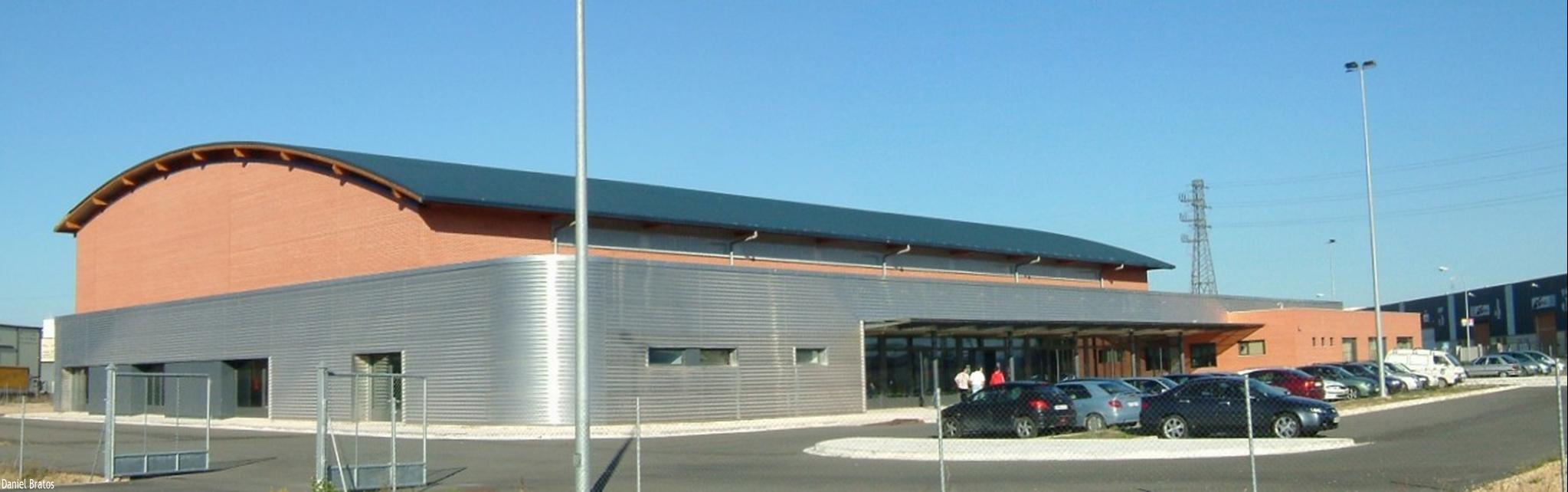
Pabellón Multifuncional de Bayas.

El Pabellón Multifuncional de Bayas es el elegido para albergar a casi 300 participantes llegados desde todos los puntos de España. En el año 2009 se celebró su tercera edición durante los días 17, 18 y 19 de julio.

## Datos

### Ebroparty 2k7 (2007)
- Lugar: Pabellón Multifuncional de Bayas
- Fechas: 27, 28 y 29 de abril de 2007
- Duración: 3 días
- Aforo: 560 plazas.
- Participantes: 70 personas.[1]
- Patrocinadores: Junta de Castilla y León, Ayuntamiento de Miranda de Ebro, Caja de Burgos, Pelikan, Panda software, Canon,Net Informática...

### Ebroparty 2k8 (2008)
- Lugar: Pabellón Multifuncional de Bayas
- Fechas: 11, 12 y 13 de julio de 2008
- Duración: 3 días
- Aforo: 300 plazas.
- Participantes: 60 personas.[2]
- Patrocinadores: -

### Ebroparty 2k9 (2009)
- Lugar: Pabellón Multifuncional de Bayas
- Fechas: 17, 18 y 19 de julio de 2009
- Duración: 3 días
- Aforo: 300 plazas.
- Participantes: 80 personas.[3]
- Patrocinadores: -